# Wandalbert (Dux)
Wandalbert, auch Wandalbertus, (* um 600; † nach 643) war ein fränkischer Adliger und unter der Herrschaft der Merowinger Dux des Pagus Chambly im Gebiet der Oise, nördlich von Paris.

## Leben
Wandalbert entstammte einer fränkischen Adelsfamilie, die im Tal der Oise um Écouen reich begütert war und mit Wandalmar I. bereits unter der Herrschaft von König Guntram I. von 590 bis 604 einen Herzog des Pagus Ultrajuranus im fränkischen Reichsteil Burgund hervorbrachte.
Als Dux von Chambly und Vir illustris wird Wandalbert erstmals in zwei im Original erhaltenen Urkunden  des fränkischen Königs Dagobert I. vom 15. Februar 632 und 15. März 633 erwähnt.
Während der Unmündigkeit von Dagoberts Sohn und Nachfolger als König der fränkischen Teilreiche Neustrien und Burgund, Chlodwig II., zählte er nach Auskunft der Quellen zu den engsten Beratern der Regentin Nantechild.
Aufgrund seiner verwandtschaftlichen Bindungen zum Dux des Ultrajuranus, Wandalmar II., befand sich Wandalbert im Zentrum des beginnenden Machtkampfes zwischen den burgundischen Ratgebern der Königsmutter und dem Patricius Willibad um die Vorherrschaft im Burgund, der spätestens ab dem Jahr 642, nach dem Ableben Nantechilds, mit kriegerischen Mitteln geführt wurde und selbst die politische Stabilität in Neustrien gefährdete.
Vor den Toren von Autun kam es im September 642 schließlich zur Entscheidungsschlacht in der Auseinandersetzung um die Macht. Während die neustrischen Herzöge um ihren Hausmeier Erchinoald die kampfbereiten Truppen zurückhielten, führte Wandalbert gemeinsam mit den verbündeten Duces von Transjuranien sowie des Pagus Attoriensis, Chramnelenus und Amalgar, die vereinten burgundischen Heere gegen Willibad, der in den Wirren des Kampfes von seinen Kriegern abgeschnitten und erschlagen wurde.